# Antonio Bohigas
Antonio «Ñete» Bohigas González (Cáceres, Extremadura, 27 de enero de 1966) es un entrenador de baloncesto español.

## Trayectoria
Fue entrenador ayudante del extinto Cáceres Club Baloncesto desde la temporada 1991/1992, cargo que mantuvo durante gran parte de la trayectoria del club en la Liga ACB, hasta la temporada 1999/2000. Posteriormente fue entrenador principal del Círculo Badajoz (Liga LEB, 2000/2001) y CB Plasencia (Liga LEB-2, 2001/2002 y 2002/2003) antes de retornar al Cáceres Club Baloncesto hasta su desaparición como club al finalizar la temporada 2004/2005.
En 2004 y 2005  fue entrenador de la selección nacional española Sub-16, alcanzando la séptima plaza en el Campeonato de Europa en 2004 y la medalla de bronce en 2005.
La temporada 2005/2006 entrenó al Autocid Ford Burgos (Liga LEB-2), club con el que logró los títulos de liga (y el ascenso) y copa. Continuó al frente del club durante la temporada 2006/2007 (Liga LEB), pero fue cesado en el mes de marzo sin completarla. La temporada 2007/2008 la inició en el UB Palma, donde también fue cesado en el mes de diciembre. En marzo de 2008 se incorpora al Extremadura Plasencia Galco, donde permaneció hasta la finalización de la temporada.
Luego de varios años sin entrenar profesionalmente, en la temporada 2013/2014 es nombrado entrenador principal del Cáceres Patrimonio de la Humanidad, entonces equipo de la Liga LEB Plata. Con este club logró el título de campeón de la Liga LEB Plata y el ascenso a LEB Oro en la temporada 2014/2015. Durante las siguientes campañas continuó como entrenador principal del equipo, logrando la clasificación para los Playoffs de ascenso a la Liga ACB en 2015/16 y la permanencia en 2016/17 y 2017/18.
En la temporada 2018/19 es renovado como entrenador principal del Cáceres Patrimonio de la Humanidad por sexta temporada consecutiva. Sin embargo, el 13 de enero de 2019, tras completar la primera vuelta de la competición con malos resultados, fue destituido, asumiendo el cargo su hasta entonces ayudante, Roberto Blanco. 
Bohigas es el técnico que más partidos ha dirigido al club cacereño en su historia (178) y que más victorias ha conseguido (89) con dicho club.
En las elecciones locales de 2019 formó parte de la candidatura de Ciudadanos a la alcaldía de Cáceres con el número 5 por dicha formación, obteniendo plaza como concejal.